# Maar wij gaan door
Maar wij gaan door is een lied van de Nederlandse zanger André Hazes jr. Het werd in 2019 als single uitgebracht en stond in 2020 als vierde track op het album Thuis.

## Achtergrond
Maar wij gaan door is geschreven door Edwin van Hoevelaak, Marcel Fisser, Bram Koning en André Hazes jr. en geproduceerd door Van Hoevelaak. Het is een lied uit de genres nederpop en feestmuziek. In het lied zingt de liedverteller over het zijn in een kroeg en het zichzelf afvragen waarom de kroeg zou moeten sluiten. In de bijbehorende videoclip is Hazes te zien als barman in een café dat geen sluitingstijd heeft.

## Hitnoteringen
De zanger had weinig succes met het lied. Er was geen notering in de Single Top 100 en ook de Top 40 werd niet bereikt. Bij laatstgenoemde was er wel de veertiende plaats in de Tipparade. 